# Salix ledermannii
Salix ledermannii — вид квіткових рослин із родини вербових (Salicaceae).

## Морфологічна характеристика
Це невелике дерево чи кущ.

## Середовище проживання
Камерун, Чад, Гана, Нігерія. Живе у прибережних місцях; на висотах 1070–2200 метрів.

## Загрози
Загрози невідомі.

## Використання
Немає відомих способів використання цього виду.